# Centro Integrado de Cultura

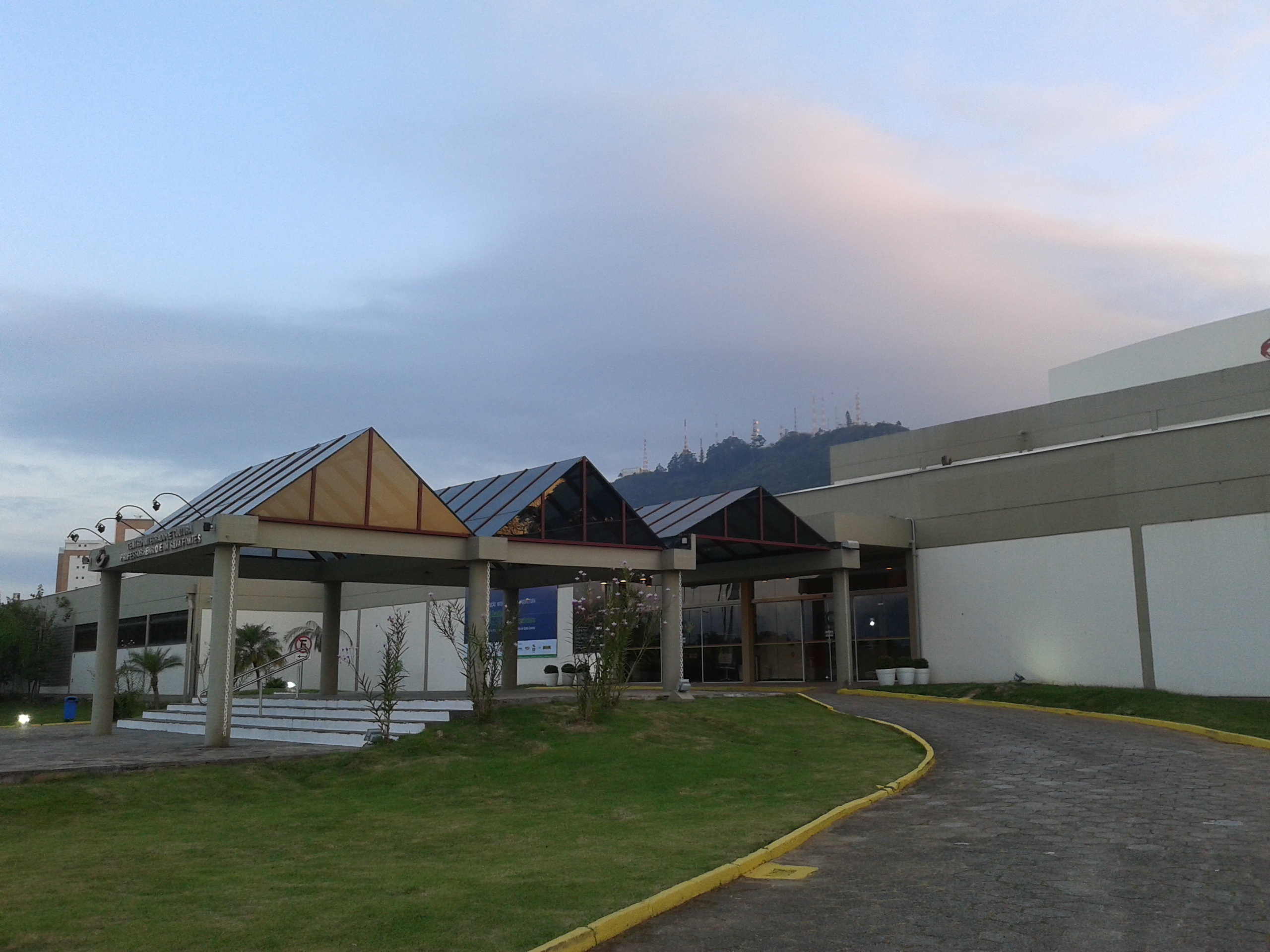
Entrada do CIC

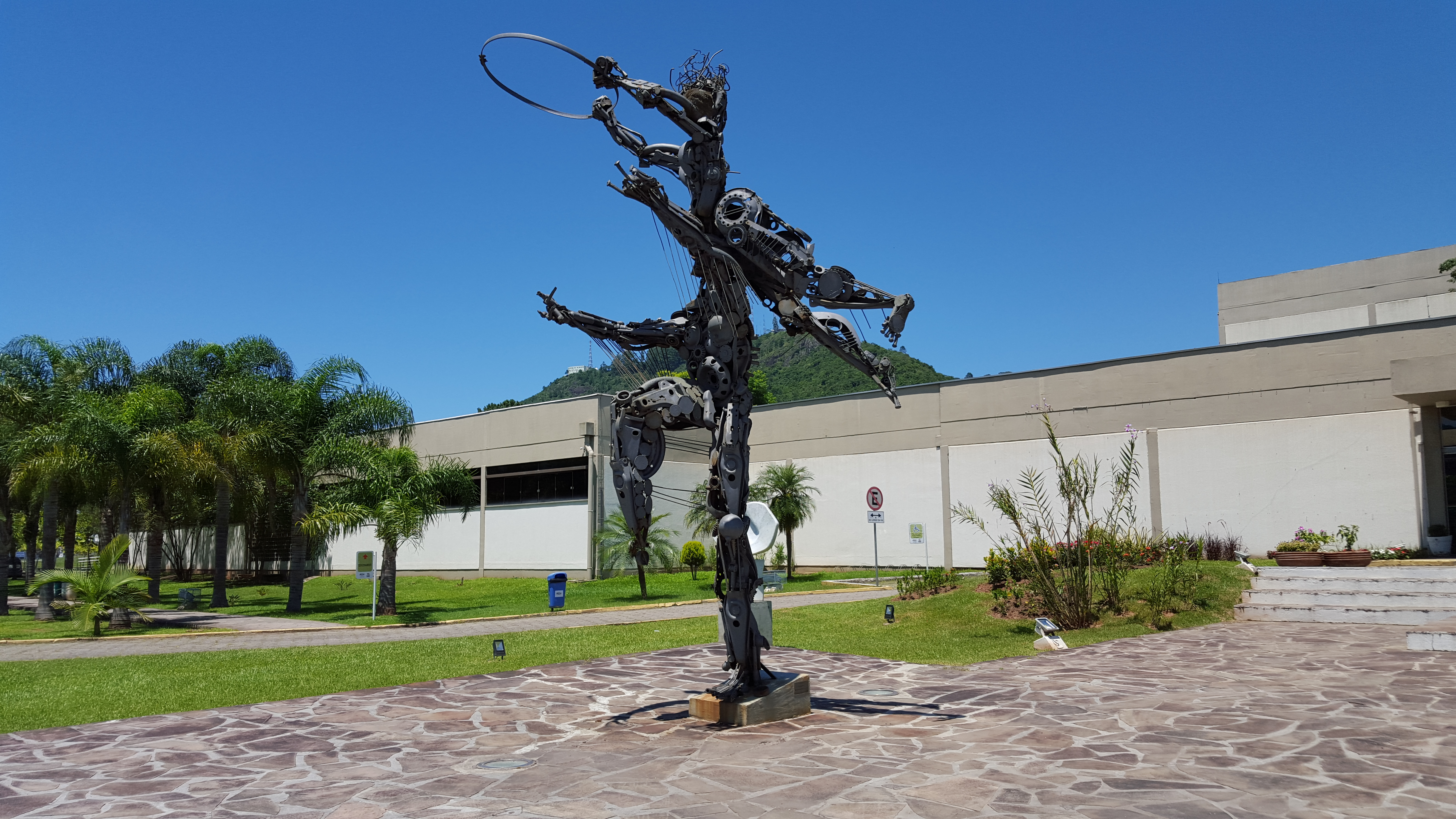
"O equilibrista", escultura em ferro de Paulo Siqueira

O Centro Integrado de Cultura Professor Henrique da Silva Fontes (CIC) é um conjunto de edifícios onde se realizam diversas manifestações culturais, localizados em Florianópolis. Ao todo, perfaz uma área de 9 993 m2.

## Espaços
- Teatro Ademir Rosa, com 956 lugares
- Museu de Arte de Santa Catarina (MASC), com área de 1 980m2
- Museu da Imagem e do Som de Santa Catarina - MIS-SC
- Cinema, com 137 lugares
- Oficinas de Artes
- Ateliê de Conservação e Restauração de Bens Móveis - Atecor
- Café Matisse

## Entidades
- Cine Clube Nossa Senhora do Desterro